# Gilberto Yearwood
Gilberto Yearwood (La Lima, 1956. március 15. –) hondurasi válogatott labdarúgó, edző.

## Fordítás
- Ez a szócikk részben vagy egészben  a   Gilberto Yearwood című angol Wikipédia-szócikk fordításán alapul.  Az eredeti cikk szerkesztőit annak laptörténete sorolja fel. Ez a jelzés csupán a megfogalmazás eredetét és a szerzői jogokat jelzi, nem szolgál a cikkben szereplő információk forrásmegjelöléseként.